# Zglobni autobus
Zglobni autobus popularno zvan i "dupli autobus", "veliki autobus"' ili "autobus - harmonika" je autobus koji ima dva dijela putničkog prostora koji su odvojeni ceradom u obliku harmonike. Zglobni autobus ima 3 osovine, od kojih se dvije nalaze na prednjem dijelu a treća se nalazi na zadnjem dijelu. Zbog sigurnosti i stabiliteta srednja osovina je opremljena duplim gumama. Dužine je oko 18 metara, za razliku od standardnih autobusa koji su dužine od 11 do 14 metara i velikog je kapaciteta putnika, preko 100. Na nekim modelima zglobnih autobusa zadnja osovina je prateća, odnosno okreće su u suprotnom smjeru od prve osovine što omogućuje sigurniji i lakši prolaz kroz zavoje.
U Hrvatskoj zglobne autobuse možemo sresti na ulicama Zagreba,Siska, Rijeke, Splita, Osijeka i Dubrovnika. 

## Povijest
Prvi primjerci zglobnih autobusa pojavili su se u Europi sredinom 1920-ih godina prošlog stoljeća. Od sredine 1960-ih u Kaliforniji počeli su prometovati moderni zglobni autobusi General Motorsa "XMC 77". Od 1963. u bečkom prometu su zglobni autobusi proizvođača "Gräf & Stift". U Velikoj Britaniji prvi zglobni autobusi marke "Leyland" počeli su prometovati u gradu Sheffieldu.

## Prednosti i nedostaci
Glavna prednost zglobnog autobusa je veliki kapacitet putnika, dok mu je glavni nedostatak sporost i tromost zbog snage motora, modeli zglobnih autobusa naime najčešće imaju identične motore kao i model obične verzije.

## Uporaba
U Europi, kao i u svijetu zglobni su autobusi u uporabi već dugi niz godina. Neki od poznatijih europskih proizvođača zglobnih autobusa su: "MB", "MAN", "FIAT", "Renault", "Volvo", "Van Holl", "Setra", "Gräf & Stift", "Neoplan", "Layland". U Hrvatskoj su tijekom 1970-ih i 1980-ih najzastupljeniji zglobni autobusi bili: "MAN SG 220 (Avtomontaža)", "Mercedes-Benz O 317 G", "SANOS S 200", "TAM 260 A 180", "Ikarus IK-5","Ikarus IK-160", dok su u današnje vrijeme razni modeli "MANovih" autobusa, "MB Conecto G" (O 345 G) i "MB Citaro G" (O 530 G).

## Dupli zglobni autobus
Dupli zglobni autobusi pojavili su se na tržištu početkom 1990-ih godina.  Dužine je oko 25 metara i kapaciteta preko 250 putnika.

## Zglobni autobusi na kat
U nekoliko pokušaja da naprave zglobni autobus na kat njemački proizvođač "Neoplan" napravio je "Neoplan Jumbocruiser", te ga je proizvodio od 1975. do 1992. Na ovom modelu prolaz iz jednog dijela u drugi moguć je samo u gornjem katu.

### Poveznice
- Autobus
- Električni autobus
- Trolejbus